# Хопкинс, Уильям
Уильям Хопкинс (англ. William Hopkins; 2 февраля 1793 — 13 октября 1866) — английский геолог и математик. Работал в Кембриджском университете, внёс значительный вклад в геологию и воспитал целую плеяду крупнейших ученых XIX века. Был членом Лондонского королевского общества.

## Биография
Уильям Хопкинс родился 2 февраля 1793 года в семье фермера Уильяма Хопкинса. Ещё в детстве Хопкинс — младший освоил основы сельского хозяйства, тогда отец арендовал для него ферму рядом с Бери-Сент-Эдмундс в графстве Саффолк. Уильям оказался неудачливым фермером, и в возрасте 28 лет (1821), после смерти жены, он решил предотвратить полное разорение и поступил Кембриджский университет. В 1827 году получил степень бакалавра, а в 1830 — магистра. Незадолго до окончания университета Хопкинс женился во второй раз на Каролине Бойс (1799—1881). Он остался работать в университете как частный тьютор студентов, претендующих на звание лучшего выпускника. Это занятие оказалось очень успешным для Хопкинса и приносило доход около 700—800 фунтов в год (~75 тыс. фунтов в эквиваленте 2010 года).
Хопкинс увлекался музыкой, любил поэзию и писал натюрморты. В конце жизни страдал от душевого расстройства, из-за чего провел несколько лет в клинике для душевнобольных, где умер 13 октября 1866 года от истощения вследствие хронической болезни. От второго брака у Хопкинса остались сын и три дочери, одна из которых, Элис Хопкинс, стала известной активисткой за моральную нравственность в викторианскую эпоху.

## Преподавание
К 1849 году он успешно выпустил почти 200 студентов, среди них 17 признаны лучшими выпускниками, в том числе Джордж Габриель Стокс и Артур Кэли. Он занимался с Эдвардом Раусом, который был признан лучшим выпускником, а затем сам стал выдающимся преподавателем. В 1833 году Хопкинс опубликовал «Основы Тригонометрии», чем заслужил признание, как математик.
Известная история, связанная с Хопкинсом: ко времени его преподавательской практики теория математика Джорджа Грина (1793—1841) была практически забыта (теперь эта признанная теория лежит в основе математической физики). В 1845 году, ученик Хопкинса, будущий лорд Кельвин, а в то время просто Уильям Томпсон, получил от своего наставника копию работы Грина 1828 года. Именно лорд Кельвин впоследствии поспособствовал распространению трудов Грина.

## Вклад в развитие геологии
Благодаря своему научному руководителю, Адаму Седжвику, Хопкинс проявил глубокий интерес к геологии (около 1833 года). Труды Хопкинса по геологии опубликованы в сборниках Кембриджского философского общества и Лондонского геологического общества. Именно Хопкинс определил направление в науке, известное в наше время, как физическая геология. Совместно с Джеймсом Джоулем и Кельвином провел серию измерений давления в точке плавления, которые подтвердили его теорию о сдвиге температуры плавления с повышением давления. Хопкинс считал, что охлаждение Земли на самом деле не влияет на климат планеты. С 1853 года Хопкинс занимал должность президента Лондонского геологического общества.

## Знаменитые ученики
- лорд Кельвин (соавтор эффекта Джоуля-Томпсона в газодинамике, эффекта Томпсона в термоэлектрике, неустойчивости Кельвина-Гельмгольца, теорема Кельвина о циркуляции);
- Джеймс Клерк Максвелл (сформулировал электромагнитную теорию — уравнения Максвелла);
- Джордж Габриель Стокс (выдающийся физик и математик — Теорема Стокса в дифференциальных уравнениях, закон Стокса о вязком трении, уравнения Навье-Стокса о движении жидкости);
- Фрэнсис Гальтон (исследователь, географ, антрополог и психолог; основатель дифференциальной психологии и психометрики);
- Артур Кэли (один из самых плодовитых математиков 19вв);
- Питер Тэт (шотландский математик, автор работ по теории кватернионов, теории узлов);
- Эдвард Джон Раус (математик, внес заметный вклад в развитие теории управления, выдающийся преподаватель);
- Исаак Тодхантер (британский математик, автор книг по истории математики).
- Филлип Келланд (оказал большое влияние на развитие образования в Шотландии)